# Puente de Chelsea
El puente de Chelsea es un puente colgante para el paso de personas y tráfico que va de norte a sur sobre el río Támesis en Londres, entre el Grosvenor Bridge y el Albert Bridge. El actual puente fue diseñado por G. Topham Forest y abrió el 6 de mayo de 1937, sustituyó a un puente colgante anterior que estaba en el mismo sitio.

## Descripción

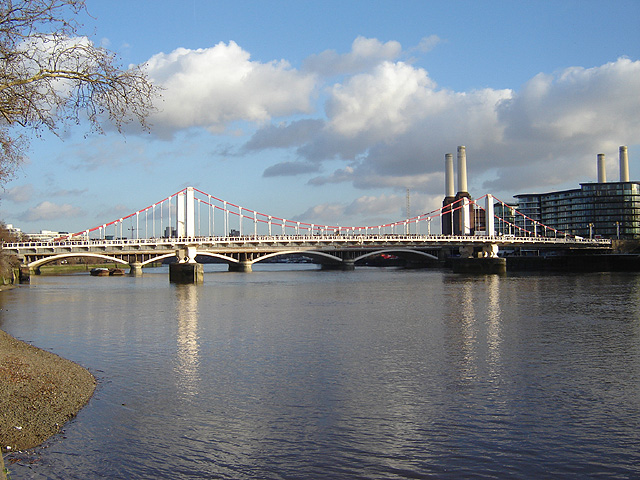
Chelsea Bridge y Grosvenor Bridge en segundo plano.

El puente original fue uno colgante de unos 213,4 m, con un espacio principal de 106,7 m, diseñado por Thomas Page, se empezó a construir en 1851 y abrió el 28 de marzo de 1858. El puente fue concebido, al mismo tiempo, para complimentar a Battersea Park, y autorizado por una Ley de 1846 del Parlamento Británico. Fue un puente de peaje hasta el año 1879.
En la orilla norte del río, el puente da al Chelsea Embankment, y conforma el límite entre la zona de Pimlico de Westminster al este, y Chelsea al oeste. El Royal Chelsea Hospital se encuentra inmediatamente al noroeste. En la orilla sur está Nine Elms al este, y al oeste Battersea. Battersea Power Station se encuentra inmediatamente al sureste del puente, y Battersea Park, al suroeste.
- Datos: Q1069141
- Multimedia: Chelsea Bridge / Q1069141